# 韦其麟
韦其麟（1935年—），男，壮族，广西横县人，中华人民共和国作家，中国作家协会原副主席、名誉副主席。

## 生平
韦其麟1935年1月生于广西横县文村的地主家庭。1948年到县城上中学，期间便创作了叙事诗《玫瑰花的故事》，1953年发表。1953年考入武汉大学，1955年根据壮族民间故事创作出《百鸟衣》。1957年开展反右运动，韦其麟抵制，被开除团籍，同年12月下放到贵县天平山林场。1959年进入广西文联，1964年到1966年参加“四清”运动。1969年开始参加各种农业劳动。1978年2月调回广西文联，期间他重写了1964年发表的长诗《凤凰歌》，1979年重新出版。1980年5月开始，韦其麟任教于南宁师范学院中文系。

## 创作
《百鸟衣》是韦其麟的代表作，曾刊载于《长江文艺》、《人民文学》和《新华日报》等报刊杂志，并被译成十几种语言。它讲述了壮族男女古卡和依娌反抗强权，追求婚恋自由的故事，具有神话色彩和民族特色。
韦其麟的诗作还有《含羞草》等，其诗带有一种沉静的气质。1987年初版的《童心集》以一个孩子的口吻对世间不合理现象发出质疑，反映了改革开放初期社会思想的活跃。